# Apostle of Solitude
Apostle of Solitude ist eine US-amerikanische Doom-Metal-Band aus Indianapolis, Indiana, die im Jahr 2004 gegründet wurde.

## Geschichte
Die Band wurde im Herbst 2004 gegründet, nachdem sich die Band The Keep aufgelöst hatte. Im Herbst des Folgejahres erschien ein erstes selbstbetiteltes Demo, dem sich Anfang 2007 die EP Embraced by the Black anschloss. Das Debütalbum der Band erschien über Eyes Like Snow im Oktober 2008 unter dem Namen Sincerest Misery. Ein zweites Album schloss sich 2010 unter dem Namen Last Sunrise über Eyes Like Snow und Profound Lore Records an. Im Zeitraum der beiden Albumveröffentlichungen spielte die Band zudem auf Festivals wie dem Templars of Doom, Born to Be Doomed, Born Too Late, Days of the Doomed und dem Doom or Be Doomed. Anfang 2011 änderte sich die Bandbesetzung mit dem Hinzukommen des Bassisten Bob Fouts und des Gitarristen Steve Janiak. Im selben Jahr erschienen zudem zwei Split-Veröffentlichungen. Dies sollten die letzten beiden Tonträger mit der Grundbesetzung bestehend aus dem Gitarristen und Sänger Chuck Brown (ehemals Schlagzeuger bei The Gates of Slumber), dem Bassisten Brent McClellan, dem Gitarristen Justin Avery und dem Schlagzeuger Corey Webb sein. Eine Veröffentlichung erschien zusammen mit der portugiesischen Band Dawnrider über Blood & Iron Records, Raging Planet Records und Metal Soldiers Records, die andere über Eyes Like Snow zusammen mit Rituals of the Oak und The Flight of Sleipnir. In der veränderten Besetzung nahm die Band ein Demo auf, das im Juni 2012 auf dem Festival Days of the Doomed verteilt wurde. Ende 2013 verließ Fouts die Band und wurde durch den Bassisten Dan Davidson ersetzt. In dieser Besetzung nahm die Band bei Russian Recording in Bloomington, Indiana, im Mai 2014 mit dem Produzenten Mike Bridavsky ihr nächstes Album auf, das im Oktober 2014 unter dem Namen Of Woe and Wounds bei Cruz del Sur Music erschien.

## Stil
Laut Eduardo Rivadavia von Allmusic spielt die Band klassischen Doom Metal im Stil von Saint Vitus, Candlemass und Black Sabbath. Laut Patrick Schmidt vom Rock Hard verarbeite die Band auf Of Woe and Wounds nicht nur Doom Metal, sondern auch Einflüsse aus der Rockmusik der 1970er Jahre. Im Interview mit Schmidt gab Chuck Brown an, dass die Band hauptsächlich durch Gruppen wie Iron Maiden, Black Sabbath und Judas Priest beeinflusst wurde. Brown entwerfe meist einen Riff, aus dem er zusammen mit den anderen Mitgliedern das jeweilige Lied entwickeln würde. Eine Ausgabe zuvor hatte Wolfgang Liu Kuhn die Musik auf dem Album als Doom-Sludge beschrieben, der es jedoch an Kreativität fehle.

## Diskografie
- 2005: Apostle of Solitude (Demo, Eigenveröffentlichung)
- 2007: Embraced by the Black (EP, Necrology Records)
- 2008: Sincerest Misery (Album, Eyes Like Snow)
- 2010: Last Sunrise (Album, Eyes Like Snow / Profound Lore Records)
- 2011: Apostle of Solitude / Dawnrider (Split mit Dawnrider, Blood & Iron Records / Raging Planet Records / Metal Soldiers Records)
- 2011: Apostle of Solitude / Rituals of the Oak / The Flight of Sleipnir (Split mit Rituals of the Oak und The Flight of Sleipnir, Eyes Like Snow)
- 2012: Demo 2012 (Demo, Eigenveröffentlichung)
- 2014: Of Woe and Wounds (Album, Cruz del Sur Music)